# アブドゥルラフマン・ワヒド
アブドゥルラフマン・ワヒド（Abdurrahman Wahid 1940年9月7日 - 2009年12月30日）は、インドネシアの宗教指導者、政治家である。グス・ドゥル（Gus Dur）という通称で知られている。
スハルト政権時代、インドネシア最大のイスラーム組織ナフダトゥル・ウラマー（NU）議長をつとめ、同政権崩壊後は、民族覚醒党（PKB）を創設、同国の第4代大統領に就任した（在任期間1999年10月20日 - 2001年7月23日）。一般によく知られる愛称は「グス・ドゥル」で、これは「キアイ（ウラマー）の息子」を意味する。

## 経歴
1940年、東ジャワ州ジョンバン生まれ。祖父は1926年にナフダトゥル・ウラマー（NU）を創設したハシム・アシャリとビスリ・シャンスリ、父は独立インドネシアの初代宗教大臣をつとめたワヒド・ハシムという、高名なイスラーム指導者（ウラマー）の家系に生まれる。先祖は500年前に福建省から移民した客家人でもある。
エジプトのアズハル大学やイラクのバグダード大学でイスラム法などを学び、伝統的なイスラーム世界の知的素養を身につけるとともに、すすんで西洋的な知にも接近した。伝統的イスラームに身を置きつつも、他宗派・他宗教にも寛容であり、さまざまな勢力との対話を重視するという独自の姿勢をもっている。
1984年、NU執行部の議長に就任。その後一貫してプサントレン（イスラーム寄宿学校）の改革や貧しい農村の発展につとめた。スハルト政権には批判的な言論を展開しつつも直接的な対立を避け、時には柔軟な姿勢を示した。国内急進派からは一部日和見主義的と揶揄されつつも、その現実主義的な彼の対応は、さまざまな立場を超えての信頼を勝ち得ることに成功した。
スハルト政権崩壊後、ハビビ政権の下で大幅に結社の自由を認める新政党法が制定され、新制度の下での総選挙が予定されるようになると、1998年7月、支持基盤をNUとする国民覚醒党（PKB）を結成して総選挙に臨んだ。
総選挙では、メガワティ率いる闘争民主党と協力関係を築き（メガ・ビンタン方式）、ハビビ政権与党とされたゴルカルと対決した。選挙結果では得票率で闘争民主党が第1党、ゴルカルが第2党、PKBは第3党となり、大統領指名選挙ではメガワティが当選するものと思われたが、各派の駆け引きの結果、1999年10月20日、ワヒドが大統領に就任、その後、NUの議長を退任した。
大統領就任後、イスラエルを訪問し、スハルト政権下で長く禁止されてきた共産主義の解禁も提言したが、これらは連立を組んだ闘争民主党のみならず、イスラーム諸勢力からも猛反発を受けた。また、連立政権内での基盤も磐石なものではなかったため、2001年7月23日に大統領を罷免された。
大統領退任後は、政治の第一線から退いたが、穏健派として発言を続けていた。2009年12月30日、心不全のため、ジャカルタ市内の病院で死去した。69歳没。

## 備考
- 糖尿病の合併症のため、両目はほぼ失明状態。1998年には脳出血で倒れたことがある。
- 大統領就任前は、一般に人々のあいだでもメディア上でも「グス・ドゥル」の愛称で親しまれていた。

## 著作
- Kiai Nyentrik Membela Pemerintah, LKiS, Yogyakarta, 1997
- Tahun Tidak Perlu Dibela, LKiS, Yogyakarta, 1999

## 関連文献
- 酒井由美子「Persona Indonesia アブドゥルラフマン・ワヒド」、日本インドネシアNGOネットワーク『インドネシア ニュースレター』30号、1999年3月31日
- 大塚智彦『民主国家への道ーージャカルタ報道2000日』小学館、2001年

- Noer, Deliar,The Modernist Muslim Movement in Indoneisa 1900-1942 , Oxford University Press, 1973
- Hefner, Robert W., Civil Islam : Muslims and Democratization in Indonesia, Princeton University Press, 2000